# Naturschutzgebiet Goldbachtal

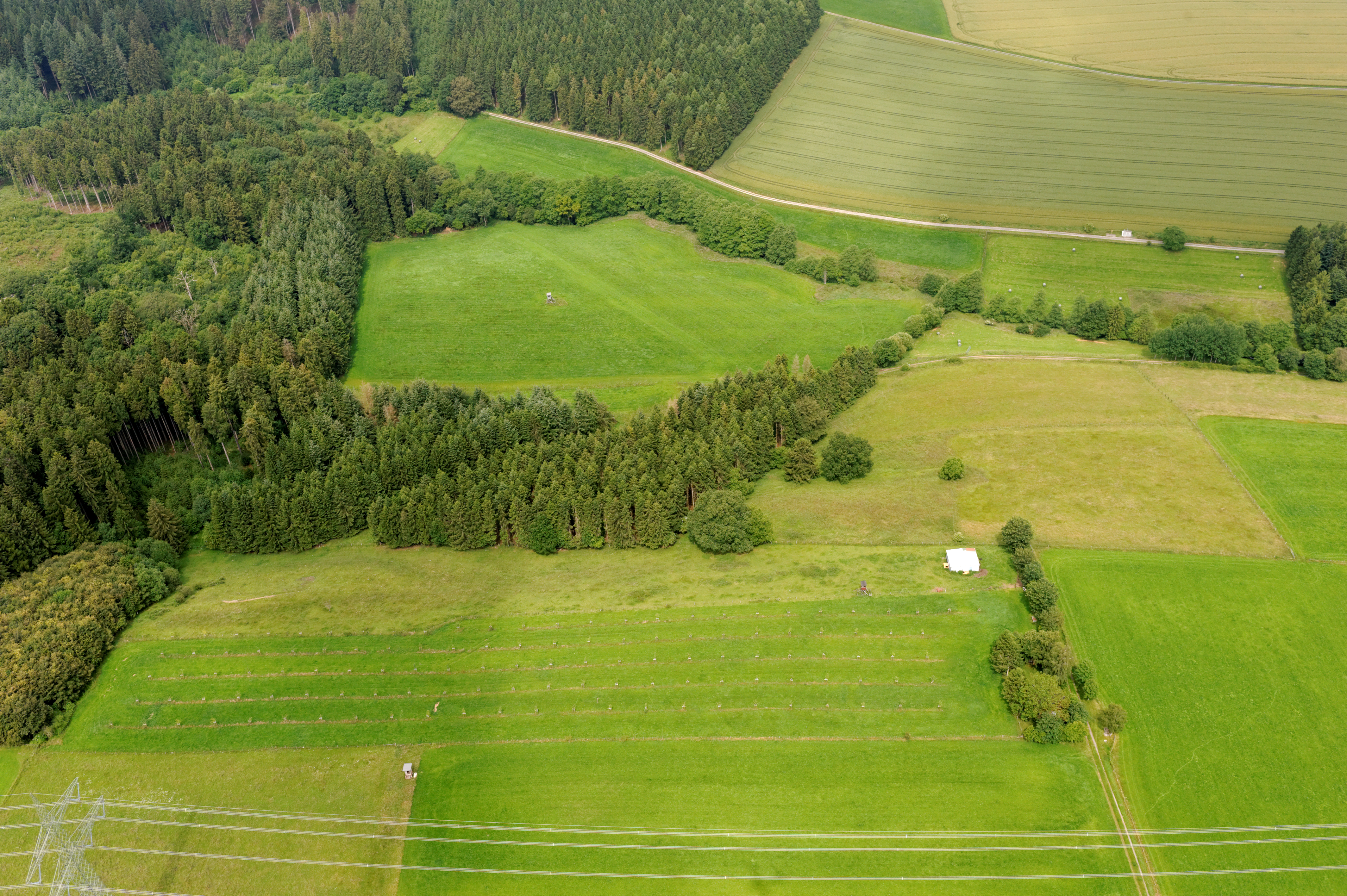
Teil des Naturschutzgebietes Goldbachtal

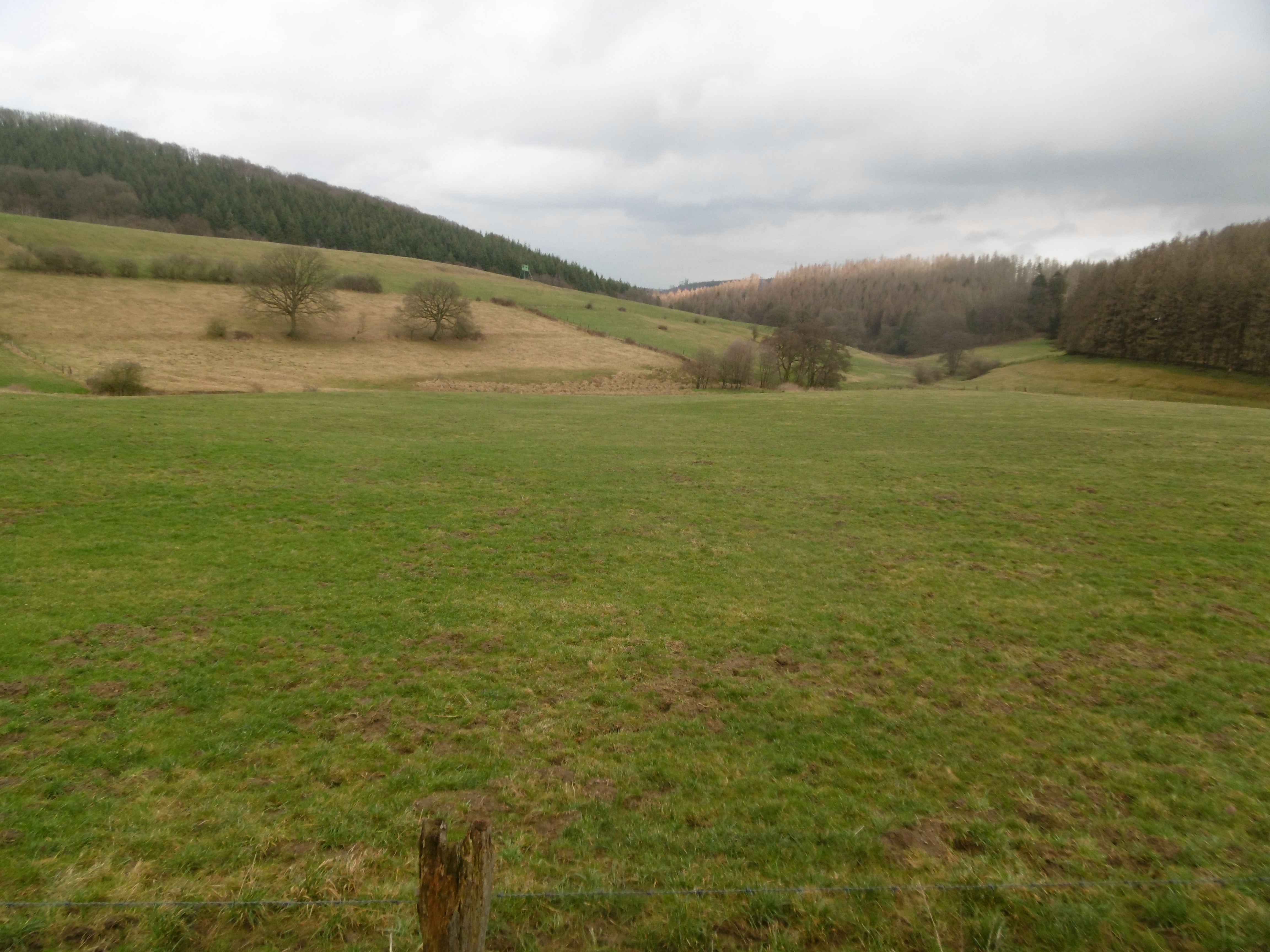
Goldbachtal

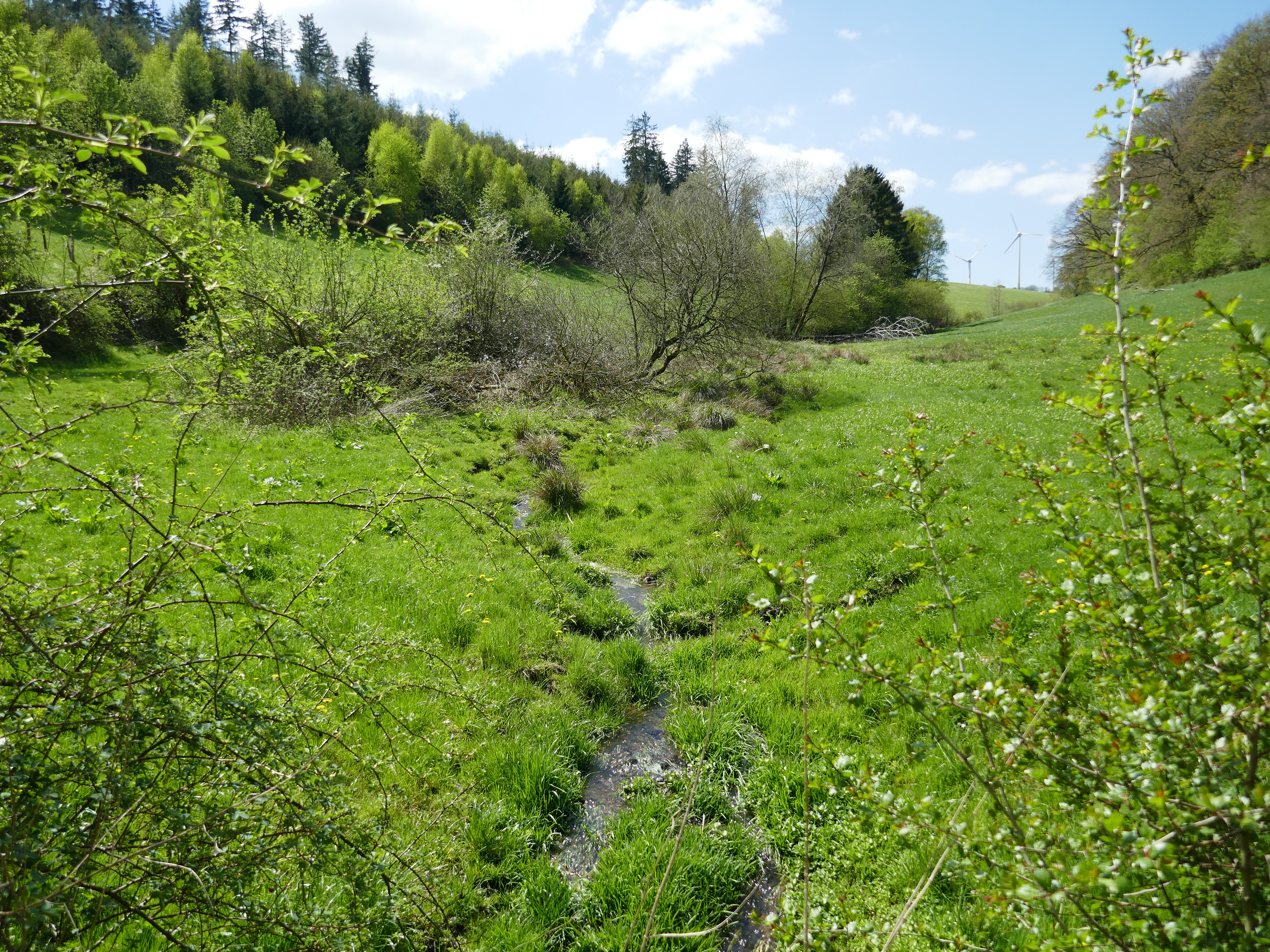
Goldbach

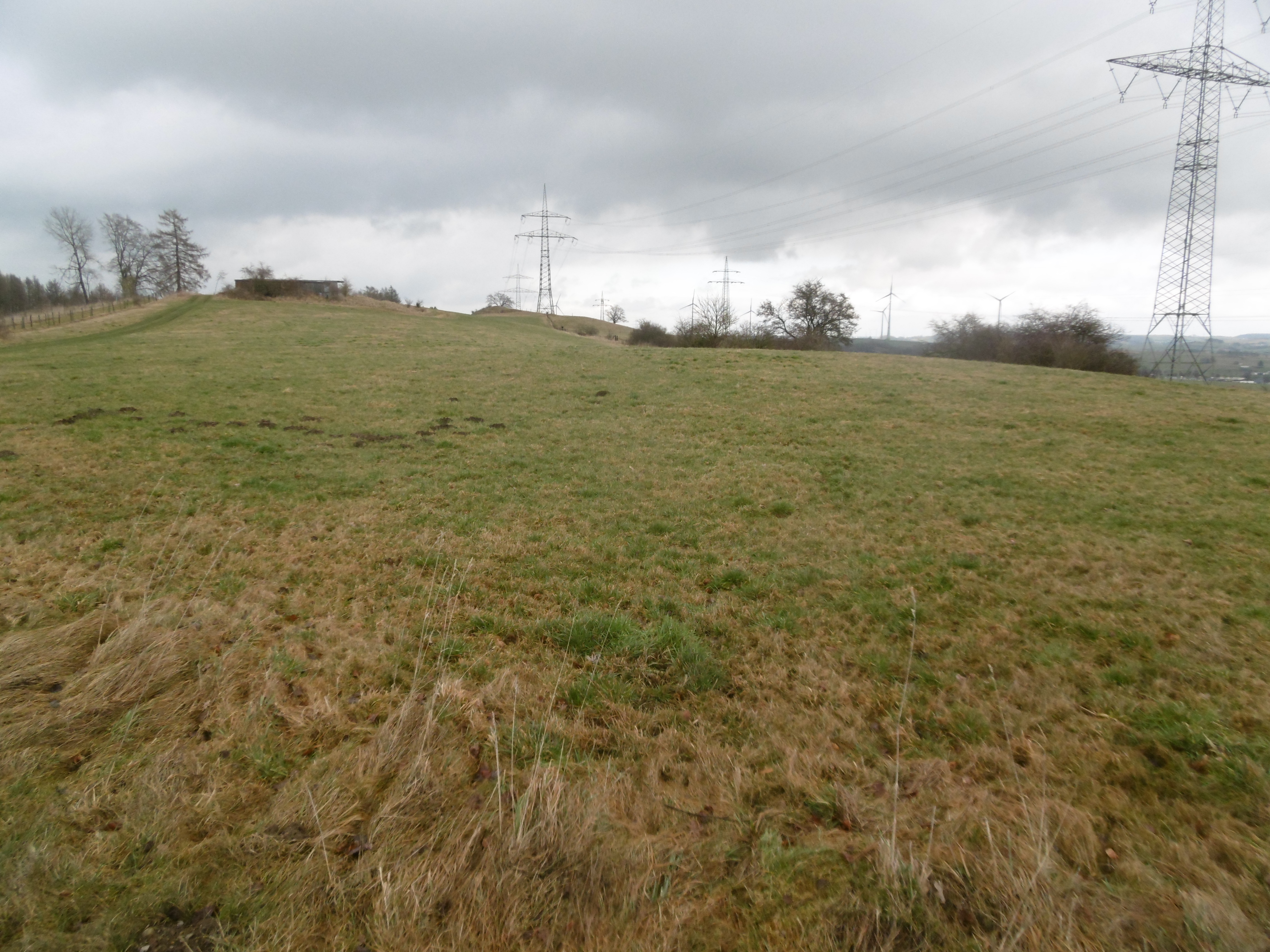
Südlicher Bereich mit Magergrünland

Das Naturschutzgebiet Goldbachtal mit einer Größe von 56,65 ha liegt südöstlich von Scharfenberg im Stadtgebiet von Brilon und umfasst den Goldbach (Möhne) und Nebenbäche mit deren Auen von der Quelle bis zum Eintritt ins Möhnetal. Das Gebiet wurde 2008 mit dem Landschaftsplan Briloner Hochfläche durch den Hochsauerlandkreis als Naturschutzgebiet (NSG) ausgewiesen. Südlich grenzt an zwei Stellen das Landschaftsschutzgebiet Hoppenberg/Raumberg. Sonst grenzt meist das Landschaftsschutzgebiet Briloner Kalkplateau und Randhöhen an. Das NSG gehört seit 2023 zum Vogelschutzgebiet Diemel- und Hoppecketal mit angrenzenden Wäldern.

## Gebietsbeschreibung
Beim NSG handelt es sich um das Goldbachtal und Nebenbäche. Das NSG geht von den Quelle des Goldbachs bis zum Einfluss in die Möhne. Der gesamte Bachlauf, welcher ganz überwiegend weitgehend naturnah ausgebildet und von Ufergehölzen bestockt ist. Neben den Bächen gehört jeweils die Aue zum NSG. Der Bachlauf des Goldbachs nahezu durchgängig von zumeist schmalen Feuchtgrünlandbereichen begleitet. In der Aue befinden sich Bruchwälder, Auwaldrelikte und bachbegleitende Erlenwälder. Größere Bereiche sind auch mit Rotfichte bestockt. In der Aue finden sich auch Feucht- und Nassgrünländer. An den Hängen befindet sich auch Magergrünland. Im Bereich Escherlinde liegt ein verbuschender Borstgrasrasen. Südöstlich davon tritt inmitten einer Rinderweide ein etwa 80 m langer und bis zu 10 m hoher Felsen hervor. Dort befindet sich ein kleinflächiger eine Kalkmagerrasen. Die Böschungskanten der zumeist schmalen Täler im NSG sind oft von Gehölzen unterschiedlicher Bestockung bewachsen. Immer wieder wird auch das Grünland von Einzelbäumen oder Gebüschgruppen gegliedert.
Zum NSG führt der Landschaftsplan aus: „Somit sind das Goldbachtal und seine Nebentäler im höchsten Maße strukturreich und beherbergen zahlreiche zum Teil gefährdete Lebensräume. Vor allem das Nebeneinander feuchtnasser sowie magerer und trockenwarmer Standorte macht ihn zu einem außergewöhnlichen Lebensraumkomplex der im höchsten Maße erhaltens- und schützenswert ist. Die Fläche wird vor allem durch die Aufgabe der Bewirtschaftung sowie die Düngung und Düngedrift gefährdet. Daher sollten Bewirtschaftungsverträge abgeschlossen werden. Zudem ist eine Einstellung weiterer Unterhaltungsmaßnahmen an den Bachläufen anzustreben.“
Das Landesamt für Natur, Umwelt und Verbraucherschutz Nordrhein-Westfalen konnte Pflanzenarten wie Acker-Witwenblume, Ährige Teufelskralle, Aufgeblasenes Leimkraut, Bachbunge, Bitteres Schaumkraut, Blutwurz, Braunstieliger Streifenfarn, Breitblättriger Rohrkolben, Breitblättriger Thymian, Echtes Johanniskraut, Echtes Labkraut, Echtes Mädesüß, Flutender Schwaden, Frühlings-Fingerkraut, Geflecktes Johanniskraut, Gegenblättriges Milzkraut, Gewöhnliche Pestwurz, Gewöhnlicher Blutweiderich, Gewöhnlicher Hohlzahn, Gewöhnlicher Tüpfelfarn, Gewöhnliches Ferkelkraut, Gras-Sternmiere, Hain-Gilbweiderich, Hain-Sternmiere, Harzer Labkraut, Heil-Ziest, Jakobs-Greiskraut, Kleine Bibernelle, Kleiner Baldrian, Kleines Habichtskraut, Kleine Wasserlinse, Magerwiesen-Margerite, Mauerraute, Mittlerer Wegerich, Moschus-Malve, Purgier-Lein, Purpur-Fetthenne, Quell-Sternmiere, Rundblättrige Glockenblume, Schwimmendes Laichkraut, Spitzblättriges Spießmoos, Spitzlappiger Frauenmantel, Sumpfdotterblume, Sumpf-Labkraut, Sumpf-Schachtelhalm, Sumpf-Schafgarbe, Sumpf-Vergissmeinnicht, Tauben-Skabiose, Ufer-Wolfstrapp, Wasser-Minze, Wasserpfeffer, Wechselblättriges Milzkraut, Wiesen-Bärenklau, Wiesen-Flockenblume, Wiesen-Kerbel und Wiesen-Labkraut nachgewiesen.

## Schutzzweck
Im NSG soll die Aue des Goldbachs und dessen Nebenbäche geschützt werden. Wie bei allen Naturschutzgebieten in Deutschland wurde in der Schutzausweisung darauf hingewiesen, dass das Gebiet „wegen der Seltenheit, besonderen Eigenart und Schönheit des Gebietes“ zum Naturschutzgebiet wurde. Der Landschaftsplan führt zum speziellen Schutzzweck auf: „Erhaltung und Optimierung eines Talsystems einschließlich angrenzender magerer Hangpartien, das einen wichtigen Möhnezufluss darstellt und aufgrund seiner rel. geringen anthropogenen Belastungen, seiner standörtlichen Vielfalt und seines Nutzungsmosaiks viele seltene und gefährdete Lebensgemeinschaften und Arten aufweist; Schutz der einbezogenen Sonderstandorte mit Feucht- und Magergrünland, Klippen und bachbegleitenden Gehölzsäumen; Sicherung der überkommenen Grünlandnutzung auf aufgabegefährdeten Standorten durch Vertragsangebote zur Erhaltung dieses Biotopmosaiks und der daraus resultierenden Vielfalt im Landschaftsbild.“